# Lexus GS
El Lexus GS es un automóvil de turismo del segmento E producido por el fabricante japonés Lexus desde el año 1991. Es un auto de lujo exclusivo de cinco plazas con carrocería sedán de cuatro puertas y motor delantero longitudinal.
Al contrario que el Lexus ES, el GS tiene tracción trasera, lo que fue hecho para poder enfrentarse directamente con el BMW Serie 5 y el Mercedes-Benz Clase E. Algunas versiones también se ofrecían con tracción a las cuatro ruedas.
Las dos primeras generaciones del GS se vendieron en Japón con el nombre Toyota Aristo, ya que la marca Lexus se inauguró en ese país recién en 2005.

## Primera generación (1991-1998)
La primera generación del GS fue puesta a la venta en el mercado japonés en octubre de 1991, y en Estados Unidos dos años más tarde. Su diseño exterior fue creado por Italdesign, y se vendió con cajas de cambios automáticas de cuatro y cinco marchas. El GS se ofrecía con dos motores gasolina de cuatro válvulas por cilindro: un 6 cilindros en línea de 3.0 litros, existente en variantes atmosférica de 222 CV y con doble turbocompresor de 276 CV (idéntico al del Toyota Supra IV); y un V8 de 4.0 litros y 250 CV.

## Segunda generación (1998-2005)
La segunda generación se comenzó a fabricar en agosto de 1997 y se lanzó al mercado a principios de 1998. Se conservaron ambas versiones del motor de 6 cilindros, aunque incorporó un sistema de distribución de válvulas variable. El V8 pasó a tener una potencia máxima de 305 CV, y 4.3 litros de cilindrada desde fines de 2000.

## Tercera generación (2005-2011)
La tercera generación del GS fue presentada oficialmente en el Salón del Automóvil de Detroit de 2005 y se vende desde ese año. En su lanzamiento, se ofrecía un V6 de 3.0 litros con inyección directa y 256 CV, y el V8 de 4.3 litros del GS anterior. El primero fue reemplazado en 2007 por un 3.5 litros de 303 CV, y el segundo en 2007 por un V8 de 4.6 litros y 342 CV; este último se vende únicamente con una caja de cambios automática de ocho marchas.
Una variante híbrida fue mostrada en el Salón del Automóvil de Nueva York de 2005, y se vende desde marzo de 2006. Su sistema de propulsión se compone del motor gasolina V6 de 3.5 litros y un motor eléctrico, que se conectan a las ruedas mediante una transmisión variable continua y desarrollan en conjunto una potencia máxima de 344 CV. El modelo híbrido es conocido como Lexus GS 450h.

## Cuarta generación (2011-presente)
La cuarta generación del GS fue pre-presentada en agosto de 2011 con una fotografía que mostraba sólo el frontal de la nueva generación en condiciones de baja iluminación. La presentación oficial se espera para el 18 de agosto de 2011 coincidiendo con el concurso de elegancia de la playa de Pebble